# Mont Meru

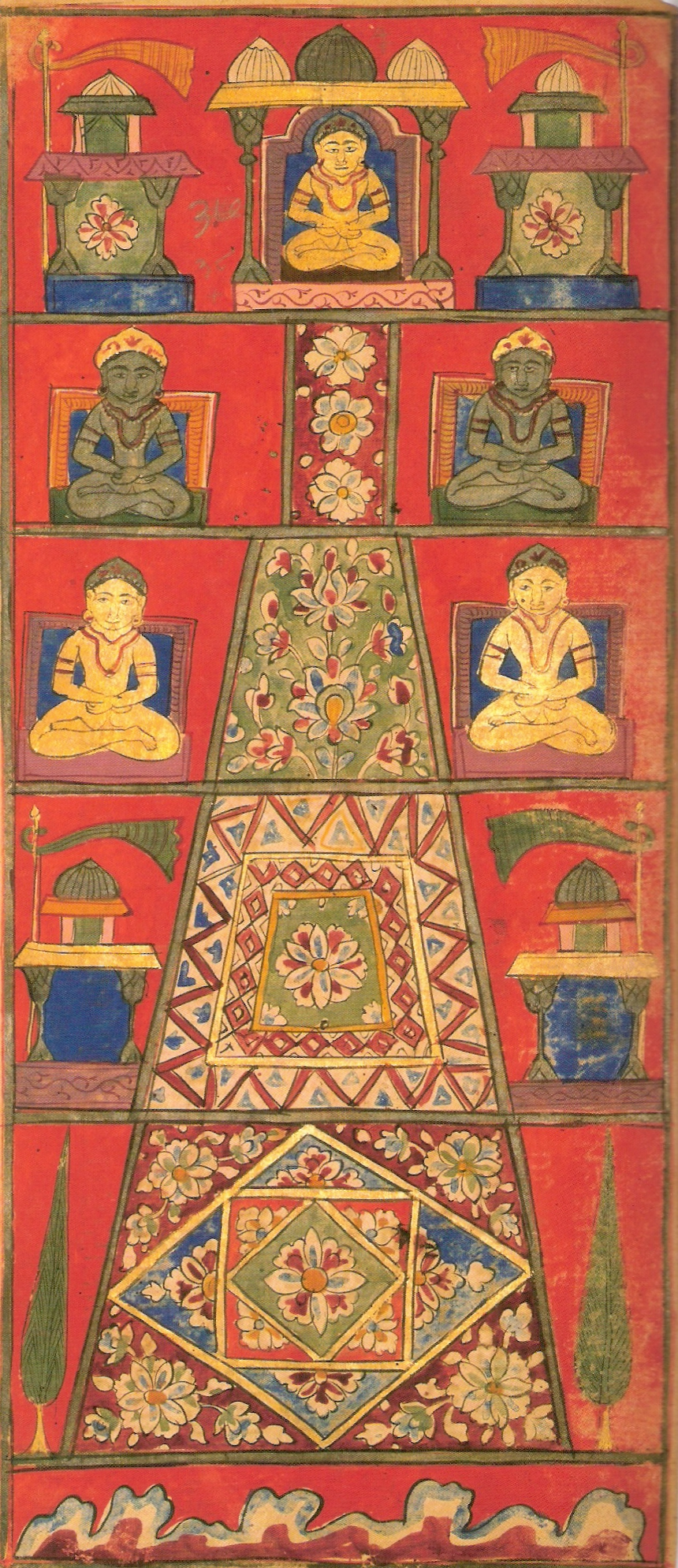
Representació del mont Meru en la cosmologia jaina a partir del text jaina Samghayanarayana

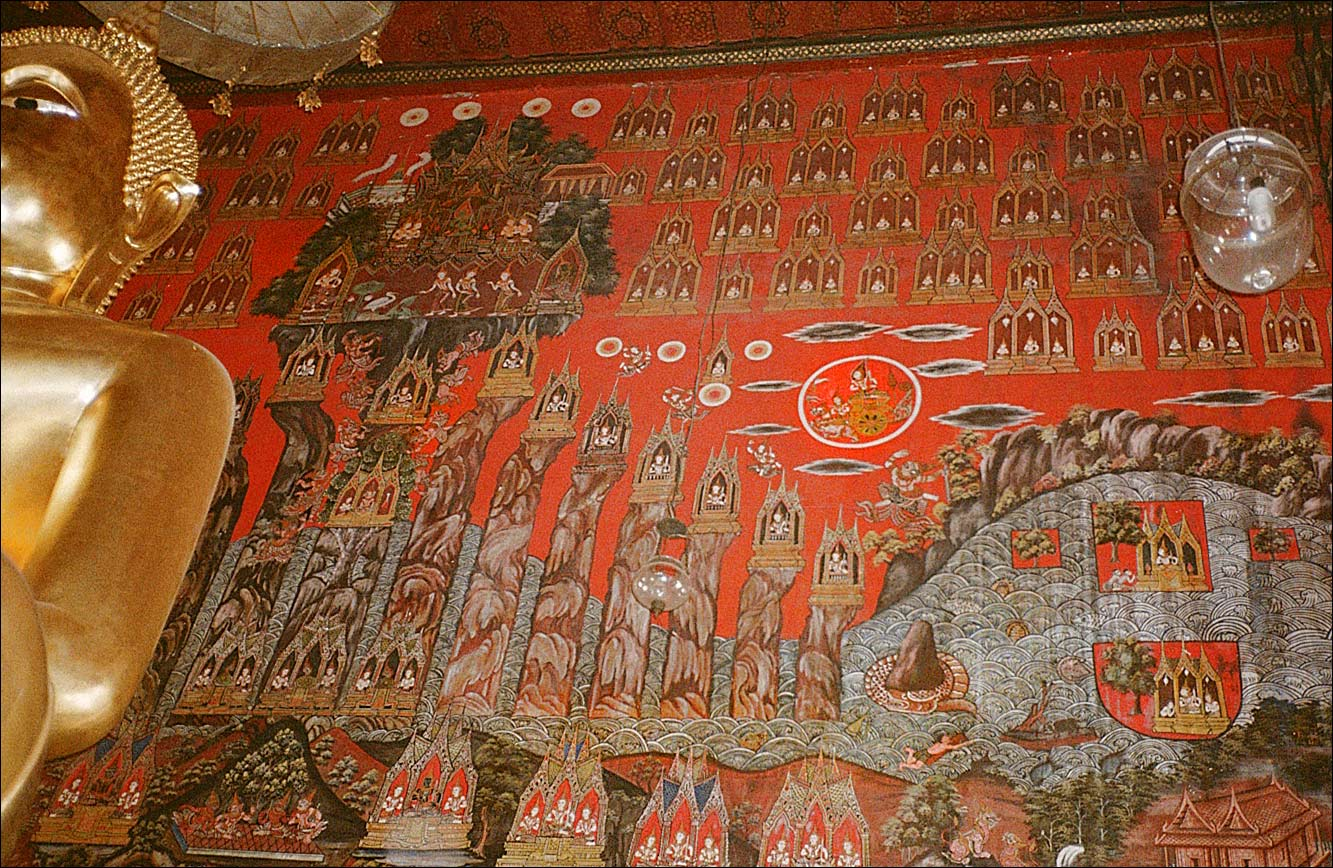
Mural que mostra el mont Meru a Wat Sakhet, Bangkok, Tailàndia

El mont Meru (en sànscrit: मेरु), també anomenat Mahameru o Sumeru (en sànscrit) o Sineru (en pali) és una muntanya sagrada de la cosmologia hindú, jaina i budista, i és considerat com el centre de tots els universos físics, metafístics i espirituals.
Molts temples hindús famosos, i també jaines i budistes, han estat construïts com a representacions simbòliques d'aquesta muntanya (com, per exemple, Angkor Vat).
A la Xina s'anomena Xūmíshān (mont Xumi) (xinès tradicional: 須彌山, xinès simplificat: 须弥山). Al Japó, Shumisen (mont Xumi, també) (japonès: 須弥山).